# Терентьев, Александр Васильевич (депутат)
Александр Васильевич Терентьев (род. 1 января 1961 года, с. Карабидай Щербактинского района Павлодарской области Казахской ССР) — российский политик. Депутат Государственной думы Российской Федерации V, VI и VII созыва.
Из-за вторжения России на Украину, находится под международными санкциями Евросоюза, США, Великобритании и ряда других стран

## Биография
Родился в 1961 году в селе Карабидай Щербактинского района Павлодарской области Казахской ССР (ныне — Республика Казахстан). Среднюю школу окончил в Крыму. После школы поступил в профессионально-техническое училище, в котором получил специальность «машинист автокранов». Работал в Перекопской передвижной механизированной колонне (ПМК-36). После службы в армии устроился в стройуправление треста «Азовстальконструкция». В 2002 году окончил Таврический национальный университет им. В. И. Вернадского по специальности «менеджмент организаций».
В 2013 году появилась информация о том, что Александр Терентьев является владельцем иностранной фирмы, имеющей счета в офшорной компании Targis Universal, Corp. Однако депутат все обвинения отверг, заявив, что речь может идти о его полном тезке.

### Участие в выборах различных уровней
В 2006 году стал членом партии «Справедливая Россия: Родина/Пенсионеры/Жизнь» (ныне — «Справедливая Россия»), возглавлял региональное отделение в Алтайском крае. 2 декабря 2007 г. был избран депутатом Государственной думы РФ V созыва по списку «Справедливая Россия: Родина/Пенсионеры/Жизнь» (первый номер в региональной группе № 21, Республика Алтай, Алтайский край). Был членом партийной фракции, входил в состав комитета по строительству и земельным отношениям.
В марте 2008 года и в декабре 2011 года избирался депутатом Алтайского краевого Законодательного собрания от партии «Справедливая Россия», но впоследствии отказывался от мандата.
4 декабря 2011 года стал депутатом Госдумы РФ VI созыва. Выдвигался по списку «Справедливой России» (первый номер в региональной группе № 20, Алтайский край). Был членом партийной фракции, комитета по земельным отношениям и строительству.
18 сентября 2014 года участвовал в выборах депутатов Государственного совета Республики Крым I созыва, возглавляя список регионального отделения «Справедливой России», партия не преодолела пятипроцентный барьер (набрала 1,84 % голосов) и не прошла.
18 сентября 2016 года избран депутатом Госдумы РФ VII созыва. Выдвигался по списку «Справедливой России» (первый номер в региональной группе № 2, республики Алтай, Тыва, Хакасия, Алтайский край). Член комитета ГД по обороне. Член комиссии ГД по рассмотрению расходов федерального бюджета, направленных на обеспечение национальной обороны, национальной безопасности и правоохранительной деятельности.